# José Alberto Percudani
José Alberto Percudani, né le 22 mars 1965 à Bragado (Argentine), est un footballeur argentin, qui évolue au poste d'attaquant au CA Independiente, à l'Austria Vienne, à l'Atlético de Madrid B, à l'Universidad Católica, à Peñarol, à Estudiantes de La Plata, à l'Almirante Brown et au CA Talleres (RE) ainsi qu'en équipe d'Argentine entre 1982 et 1995.
Percudani ne marque aucun but lors de ses cinq sélections avec l'équipe d'Argentine en 1987. Il participe à la Copa América en 1987 avec l'équipe d'Argentine.

## Carrière de joueur

### Clubs
- 1982-1988 : CA Independiente
- 1988-1990 : Austria Vienne
- 1990 : Atlético de Madrid B
- 1991 : Universidad Católica
- 1992 : Peñarol
- 1992-1993 : Estudiantes de La Plata
- 1993-1994 : Almirante Brown
- 1994-1995 : CA Talleres (RE)

### Palmarès

#### En équipe nationale
- 5 sélections et 0 but avec l'équipe d'Argentine en 1987

#### Avec Independiente
- Vainqueur de la Coupe intercontinentale en 1984
- Vainqueur de la Copa Libertadores en 1984
- Vainqueur du Championnat d'Argentine en 1983 (championnat Metropolitano)

#### Avec l'Universidad Católica
- Vainqueur de la Coupe du Chili en 1991